# Letteratura migrante
Per letteratura migrante si intende tutta quella scritta da immigrati. Solitamente, gli autori di questo tipo di letteratura descrivono in prima persona le loro migrazioni e le impressioni che hanno avuto rifugiandosi in terra straniera, in contesti molto differenti da quelli della loro terra natale.
Argomento di crescente interesse negli studi letterari sin dagli anni ottanta, la letteratura migrante viene solitamente ricondotta ai flussi migratori avvenuti soprattutto nel ventesimo secolo fra cui le immigrazioni europee nel Nord America o in Australia nel Novecento; la migrazione dalle ex colonie in Europa (che comprende la letteratura britannica nera, la letteratura britannico-asiatica e quella beur); situazioni di pulizia etnica come la migrazione di massa di persone dall'India al Pakistan o viceversa durante la cosiddetta partizione dell'India del 1947 e situazioni di esilio, come quella dei dissidenti tedeschi in esilio durante il periodo nazista.
Fra gli autori che narrano le migrazioni si può distinguere tra "prospettiva dell'emigrante" (emigrant perspective), quella del migrante che si concentra maggiormente sul paese d'origine, e la "prospettiva dell'immigrato" (immigrant perspective), del migrante che si concilia con la prospettiva di risiedere permanentemente nel paese d'arrivo.

## La letteratura migrante in vari paesi

### Il contesto tedesco
In Germania la Migrationsliteratur si inserisce nel contesto più ampio di Interkulturelle Literatur ("Letteratura interculturale"). Un altro concetto è quello di Brückenliteratur ("Letteratura-ponte"), definita nel 1986 da Zafer Şenocak come una categoria di scrittori che «appartengono a più sfere culturali e si confrontano con questa condizione», mentre secondo Hamid Reza Yousefi si tratta di una forma dialogica, in cui l'altro viene osservato per cercare una comprensione.
La molteplicità culturale è un tratto fondamentale della cultura e della storia tedesche: nel Medioevo si incontrarono le tradizioni romane, celtiche, germaniche e slave, quelle pagane, cristiane ed ebree, e influenzarono in diversa misura i testi in lingua tedesca. Testi in altre lingue si diffusero a partire dal XVIII secolo in zone con popolazioni sorabe, lituane e, a partire dalle spartizioni della Polonia, polacche. Nei territori degli Asburgo si scriveva anche in ungherese, ceco e varie lingue slave. Da questo periodo la letteratura tedesca si sviluppa attraverso lo scambio o la determinazione della propria differenza.
Con i flussi migratori del XX secolo si svilupparono nuove forme di letteratura interculturale come la letteratura turco-tedesca. Alla letteratura degli immigrati turchi in Germania si aggiunge quella pubblicata in Germania da parte di autori turchi attivi in tale paese solo per un periodo limitato, fra i quali gli autori in esilio, che non sempre si distinguono chiaramente dai veri e propri immigrati, e in alcuni casi anche studenti che si trasferiscono in Germania con le borse di studio del DAAD.

### Il contesto italiano
La letteratura italiana della migrazione (detta anche "letteratura migrante" o "letteratura del métissage") è l'insieme delle opere letterarie italofone scritte da migranti di madrelingua non italiana, che in Italia cominciarono a diffondersi dai primissimi anni novanta. Il termine venne usato per la prima volta nel 1998 dal critico Armando Gnisci per il titolo della sua dispensa universitaria, in seguito pubblicata dalla casa editrice Lilith.
All'interno della letteratura migrante si possono identificare due diverse tipologie di autori: i primi sono i migranti diventati scrittori in Italia, che hanno come fine principale la denuncia e la testimonianza. La seconda tipologia è invece quella di scrittori stranieri che hanno deciso di migrare in Italia per poter continuare a scrivere in una lingua diversa, avendo quindi come intento la prosecuzione della loro carriera artistica. Lo scrittore Julio Monteiro Martins ha quindi ideato la distinzione tra "migranti-scrittori" e "scrittori-migranti".
Inizialmente, i primi autori della prima tipologia sono stati non scrittori di professione, ma persone che sono state portate a scrivere dall'esperienza della migrazione o da altri episodi loro capitati. I primi scritti di immigrati in italiano sono caratterizzati dalla "co-autorialità", cioè l'autore migrante, non professionista, era affiancato da uno scrittore o giornalista italiano che si occupava della vera e propria opera di scrittura.
Il primo esempio è generalmente considerato quello che ha fatto seguito all'omicidio del giovane sudafricano Jerry Masslo, avvenuto a Villa Literno nella notte tra il 24 e 25 agosto 1989. L'episodio ha ispirato un racconto scritto dall'autore franco-marocchino Tahar Ben Jelloun insieme al giornalista italiano Egisto Volterrani, intitolato Villa Literno, inserito in una raccolta intitolata Dove lo stato non c'è. Racconti italiani, nata per iniziativa dell'allora direttore de Il Mattino, curioso di avere un altro punto di vista sull'Italia.
Altre collaborazioni importanti sono quella del 1990 di Pap Khouma e Oreste Pivetta per la scrittura di Io, venditore di elefanti e quella tra Salah Methnani e Mario Fortunato la stesura del romanzo-diario Immigrato. Nel 1991 Alessandro Micheletti e Saidou Moussa Ba pubblicano il romanzo per ragazzi La promessa di Hamadi; nel 1994 esce Princesa, scritto da Maurizio Jannelli e Fernanda Farias De Albuquerque, che introduce il tema della transessualità nel contesto migratorio.
La prima opera scritta senza un coautore da una scrittrice immigrata in Italia è Lontano da Mogadiscio di Shirin Ramzanali Fazel, pubblicato per la prima volta nel 1994.